# Tupolev SB
Tupolev ANT-40, tên trang bị là Tupolev SB (tiếng Nga: Скоростной бомбардировщик - Skorostnoi Bombardirovschik - "máy bay ném bom tốc độ cao"), đây là một phát triển cùng tên với TsAGI-40, là một máy bay ném bom ba chỗ hai động cơ tốc độ cao bay lần đầu vào năm 1934. Nó là một trong những thiết kế máy bay ném bom hiện đại nhất lúc được
giới thiệu vào thập niên 30, dù đã lỗi thời vào năm 1939. Là xương sống của lực lượng ném bom Xô Viết khi bắt đầu Thế chiến II, nó dần được thay thế bởi chiếc Petlyakov Pe-2 hiện đại hơn. Alexander Arkhanggelsky đã phát triển chiếc Arkhangelsky Ar-2 dựa trên SB sử dụng động cơ Klimov M-105 với khả năng ném bom bổ nhào, như một sự thay thế cho SB nhưng không thành công.

## Biến thể
- ANT-35 – Phiên bản hàng không. Cũng được gọi bằng PS-35.
- ANT-38 – Yêu cầu chưa được xây dựng năm 1934 cho máy bay ném bom tốc độ cao - có thể liên quan đến ANT-4.[1]
- ANT-40 RTs (Rayt Tsiklon) hay SB
- ANT-40 IS (Ispano-Suiza)
- SB 2M-100
- SB 2M-100A
- SB 2M-100A modernizoravannyi
- SB-bis
- SB-bis2
- SB-bis3
- SB 2M-103 — Loạt thứ 10 phiên bản sản xuất năm 1938 với động cơ M-103 trang bị bộ tản nhiệt phía trước và cấu trúc được tăng cường. Trang bị bộ điều khiển bay khẩn cấp cho hoa tiêu, cung cấp cho ván trượt thu vào, và hai thùng nhiên liệu phụ 368 lít.[2][3]
- SB 2M-103 — Loạt thứ 14 phiên bản sản xuất cuối năm 1939 với động cơ M-103 và chỗ phi công ngồi sửa đổi và bộ tản nhiệt như thử nghiệm trong SB-bis3.[2][3]
- SB 2M-103 — Loạt 18 cải thiện phiên bản sản xuất, với cửa hút tản nhiệt cố định và một phần cánh đánh bóng trang bị tháp pháo lưng MV-3.[2][3]
- SB 2M-104 — Khoảng 30-50[2][4] máy bay đã được hoàn thành với động cơ M-104, nhưng động cơ không có trong loạt sản xuất.
- SB 2M-106 — Một vài máy bay hoàn thành với động cơ M-106, nhưng động cơ không có trong loạt sản xuất.[2]
- USB - Máy bay huấn luyện kép với người hướng dẫn ngồi bên trong một buồng lái mở trong mũi thay thế hoa tiêu. Hơn 120 chiếc được chế tạo, trang bị động cơ M-100A hoặc M-103.[2][5]
- SB-MN (Men'she nesushchye – giảm diện tích) hay MMN (Modifikatsiya men'she nesushchye)
- SB-RK (Rasresnoye krilo - slotted wing)
- Avia B-71
- PS-40
- Pterodactyl
- ANT-46
- Tupolev ANT-41

## Quốc gia sử dụng

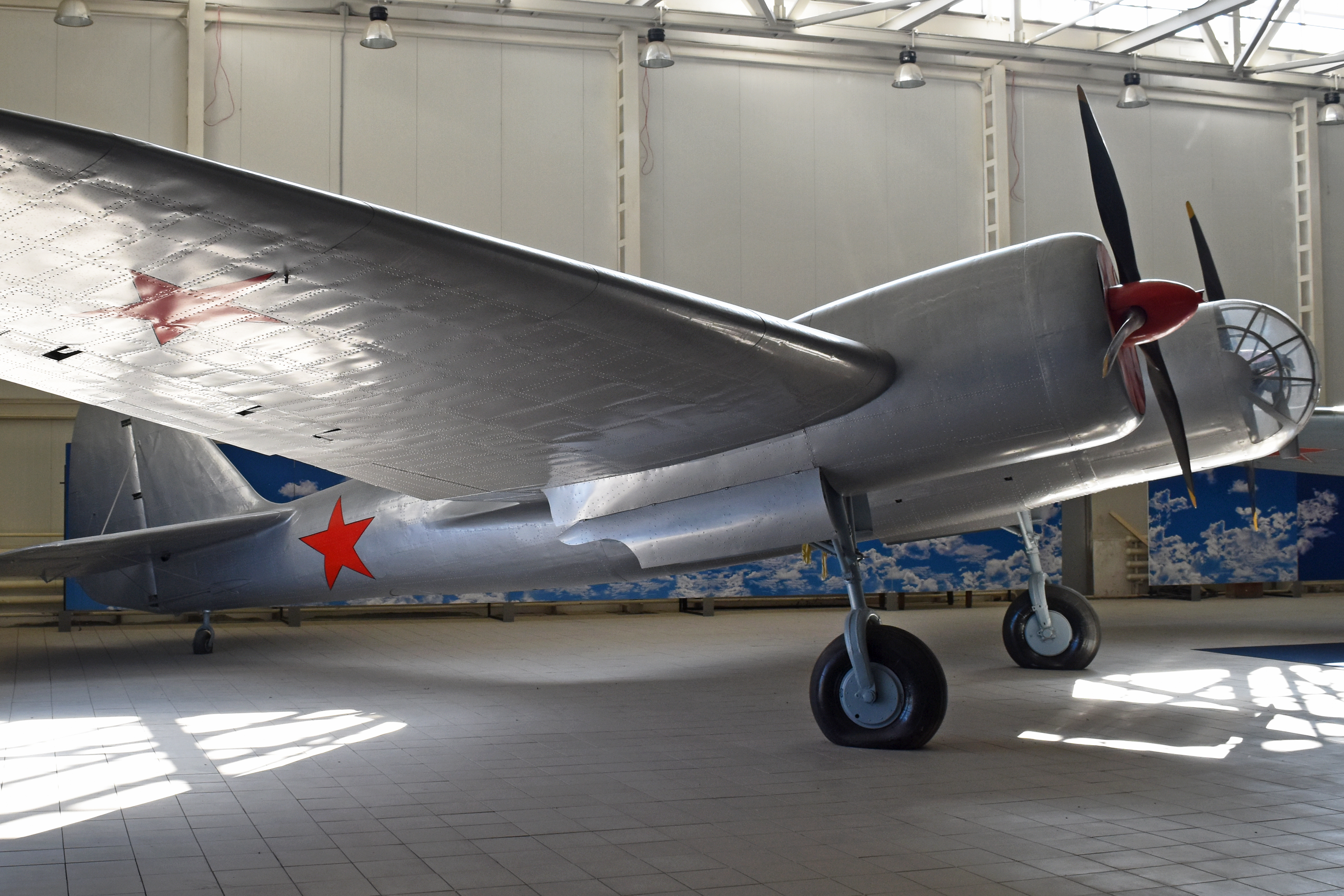
Tupolev SB 2M-100A, Không quân Liên Xô

Bulgaria
- Không quân Bulgary

 Đài Loan
- Không quân Cộng hòa Trung Hoa

 Tiệp Khắc
- Không quân Tiệp Khắc

 Phần Lan
- Không quân Phần Lan[6]

 Germany
- Luftwaffe

 Ba Lan
- Không quân Ba Lan

 Slovakia
- Không quân Slovak[7][8]

 Liên Xô
- Không quân Liên Xô
- Aeroflot

 Cộng hòa Tây Ban Nha
- Không quân Cộng hòa Tây Ban Nha[9]

 Nhà nước Tây Ban Nha
- Không quân Quốc gia Tây Ban Nha

## Tính năng kỹ chiến thuật (SB 2M-103)
SB:The Radical Tupolev

### Đặc điểm riêng
- Tổ lái: 3
- Chiều dài: 12.57 m (41 ft 2¾ in)
- Sải cánh: 20.33 m (66 ft 8 in)
- Chiều cao: 3.60 m (11 ft 9¾ in)
- Diện tích cánh: 56.7 m² (610.3 ft2)
- Trọng lượng rỗng: 4,768 kg (10,512 lb)
- Trọng lượng có tải: 6,308 kg (14,065 lb)
- Trọng lượng cất cánh tối đa: 7,880 kg (17,370 lb)
- Động cơ: 2 × Klimov M-103, 716 kW (960 hp) mỗi chiếc

### Hiệu suất bay
- Vận tốc cực đại: 450 km/h (243 knots, 280 mph)
- Tầm bay: 2,300 km (1,243 nmi, 1,429 mi)
- Trần bay: 9,300 m (30,510 ft)

### Vũ khí
- 4 x súng máy ShKAS 7.62 mm
- 6 x quả bom 100 kg (220 lb) hoặc 6 quả bom 50 kg (110 lb) trong thân và 2 quả bom 250 kg (550 lb) dưới cánh